# Jun Endo
Jun Endo (遠藤 純 Endō Jun?), född den 24 maj 2000, är en japansk fotbollsspelare som spelar för amerikanska NWSL-klubben Angel City.

## Klubbkarriär
I december 2012 värvades Endo av amerikanska NWSL-klubben Angel City, där hon skrev på ett tvåårskontrakt med option på ytterligare ett år. I slutet av säsongen 2023 meddelade Angel City att de valde att utnyttja optionen och att Endos kontrakt förlängdes över 2024. Under försäsongen i februari 2024 råkade hon ut för en korsbandsskada och missade därmed hela säsongen 2024.

## Landslagskarriär
Endo ingick i det japanska lag som vann U20-världsmästerskapet i fotboll för damer 2018.
Under våren 2019 debuterade Endo i det japanska seniorlandslaget och blev senare samma år uttagen till VM i Frankrike.